# Szok kulturowy

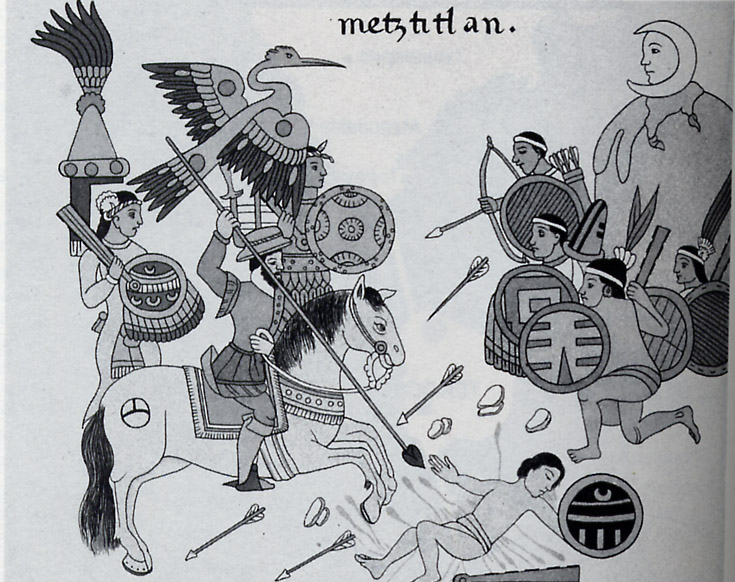
Spotkanie zdobywców z karabinami i końmi zszokowało Azteków, więc pomylili Europejczyków z prorokami ze wschodu.

Szok kulturowy – sytuacja, w której osoba wywodząca się z pewnego kręgu kulturowego konfrontuje się z przedstawicielem innej kultury. Szok kulturowy może zaistnieć kiedy komunikujące się jednostki bądź grupy należą do kultury wysokiego kontekstu; to znaczy kiedy część komunikacji jest mocno zakodowana w postaci niewerbalnej (np. milczenie, gestykulacja), a przez to trudna do odczytania przez drugą stronę podejmującą komunikację.
Szok kulturowy jest związany z komunikacją międzykulturową.